# Smardy Dolne
Smardy Dolne (niem. Nieder Schmardt) – wieś w Polsce położona w województwie opolskim, w powiecie kluczborskim, w gminie Kluczbork.
W latach 1945-54 siedziba gminy Smardy Dolne. W latach 1975–1998 miejscowość administracyjnie należała do ówczesnego województwa opolskiego.

## Zabytki
Do wojewódzkiego rejestru zabytków wpisany jest:
- zespół pałacowo - parkowy, z poł. XIX w. o powierzchni 5 ha znajduje się w południowo-zachodniej części miejscowości:
  - Pałac w Smardach Dolnych w obecnym kształcie powstał w drugiej połowie XIX wieku na podstawie projektu Carla Gotharda Langhansa, projektanta Bramy Brandenburskiej w Berlinie. Obecnie pałac stanowi własność prywatną
  - park.